# Stigmacros brooksi
Stigmacros brooksi är en myrart som beskrevs av Mcareavey 1957. Stigmacros brooksi ingår i släktet Stigmacros och familjen myror. Inga underarter finns listade i Catalogue of Life.